# Le Bon, la Brute et le Truand
Série Trilogie du dollar
Et pour quelques dollars de plus
(1965)
Pour plus de détails, voir Fiche technique et Distribution.
Le Bon, la Brute et le Truand (Il buono, il brutto, il cattivo) est un film ouest-germano-hispano-italien réalisé par Sergio Leone et sorti en 1966. Parmi les plus célèbres westerns de l'histoire du cinéma, il est considéré comme la quintessence du style « western spaghetti ».
Pour conclure sa Trilogie du dollar (également appelée Trilogie de l’homme sans nom), Sergio Leone reprend le nombre de trois protagonistes : Clint Eastwood et Lee Van Cleef se partageaient la vedette dans Et pour quelques dollars de plus avec Gian Maria Volonté. Dans ce film, c'est Eli Wallach qui joue le troisième homme.
Le scénario introduit une nouveauté : l'irruption de l'Histoire, avec la guerre de Sécession comme toile de fond. Il s'agit donc chronologiquement d'un retour en arrière par rapport aux deux autres films de la trilogie, autrement dit un préquel. De même, le personnage de « l'homme sans nom », joué par Clint Eastwood (la constante qui lie les trois films), ne se présente pas dans sa tenue habituelle : il y porte un long manteau de type cache-poussière, et ce n'est qu'à la fin du film qu'il endosse un poncho, adoptant alors l'apparence extérieure du personnage des deux premiers films et matérialisant, selon l'idée de Leone, l'aspect cyclique de la trilogie.
Le film a été tourné à Tabernas en Espagne, ces paysages rappelant ceux des déserts d'Amérique du Nord.

## Synopsis
Le film raconte l'histoire de trois as de la gâchette qui, durant la guerre de Sécession, sont à la recherche d'une caisse de dollars disparue. Le premier à être présenté est Tuco Benedicto Pacifico Juan Maria Ramirez, un criminel ayant commis de nombreux délits et dont la tête est mise à prix. Tuco est de connivence avec Blondin : ce dernier livre Tuco aux autorités, encaisse la prime de l'arrestation et libère ensuite son complice au moment où celui-ci va être pendu en coupant la corde avec une balle de fusil. Les deux acolytes se partagent ensuite le butin et refont la même opération plusieurs fois dans les comtés voisins. Durant ce temps, un troisième personnage nommé Sentenza, un tueur sans pitié, apprend l'existence d'un coffre rempli de 200 000 dollars des Confédérés, caché par un soldat nommé Bill Carson. Il commence donc à chercher plus d'informations à ce sujet.
Blondin décide de rompre son partenariat avec Tuco, l'abandonnant dans le désert. Tuco réussit cependant à survivre et après une traversée de plus de cent kilomètres, il arrive, assoiffé et complètement épuisé, dans un petit village. Décidé à se venger, il retrouve rapidement Blondin et le capture, profitant d'une diversion offerte par la retraite des Confédérés de Californie. Il inverse alors les rôles, contraignant son ex compagnon à le suivre à pied dans le désert. Alors que Tuco est sur le point d'abattre Blondin, il aperçoit une diligence remplie de soldats confédérés, morts ou mourants. Parmi ceux-ci se trouve Bill Carson, l'homme recherché par Sentenza. Carson révèle à Tuco le nom du cimetière où est caché le magot, mais demande de l'eau en échange du nom sur la tombe. Pendant que Tuco va chercher une gourde, Carson meurt, non sans avoir donné le nom de la tombe à Blondin, qui tout à coup devient très important pour Tuco. Celui-ci devra donc le soigner pour connaître le nom en question. Tuco conduit alors Blondin mourant dans un monastère franciscain, dans lequel son frère est père supérieur. Après avoir quitté la mission, Tuco et Blondin guéri, déguisés en soldats confédérés, sont capturés par un groupe de soldats de l'Union et sont conduits dans un camp de prisonniers.
Entre-temps, Sentenza a suivi la trace de Bill Carson jusqu'à ce camp, où il est devenu sergent gardien en uniforme. Avec l'aide du caporal Wallace, il torture et frappe violemment Tuco pour connaître le nom du cimetière. Lorsqu'il apprend que seul Blondin connaît le nom et le numéro de la tombe, il change de tactique. Il propose une alliance à ce dernier qui accepte. Ils s'enfuient tous les deux du camp et partent à la recherche des dollars, mais avec cinq complices de Sentenza (qui écoulaient les effets personnels des prisonniers volés par Sentenza). De son côté, Tuco est conduit et emmené dans un train de prisonniers, escorté par le caporal Wallace, qui s'occupe de lui personnellement, sachant que sa tête est mise à prix. Lors du trajet en train, Tuco réussit à s'évader en sautant du train en marche, entraînant avec lui le caporal, dont il se débarrasse rapidement. Dans un village voisin, dévasté par l'artillerie des deux armées, Tuco rencontre un chasseur de primes qu'il a blessé au début du film et qui cherche à se venger. Tuco l'abat. Blondin, qui était dans le même village, entend les coups de feu et reconnaît le son du revolver de son acolyte. Il part à sa recherche, et le retrouve pour s'associer à nouveau avec lui afin d'éliminer Sentenza (qui, avec ses complices, n'aurait pas de mal à se débarrasser de Blondin après avoir trouvé le trésor). Ils réussissent à se débarrasser des membres de son gang, mais Sentenza s'échappe.
Tuco et Blondin, en route vers le cimetière, savent qu'ils doivent bientôt traverser un pont. Alors que Blondin déclare à son acolyte qu'il leur faudrait attendre la nuit, ils sont inopinément capturés une nouvelle fois par une patrouille de l'armée nordiste. En effet, le pont qu'ils doivent traverser est alors âprement disputé entre les forces confédérées et celles de l'Union. Ne sachant comment expliquer leur présence là, Tuco affirme aux militaires qu'ils sont venus s'enrôler. Le capitaine de la compagnie qui les accueille leur explique que les combats durent depuis des jours, car les deux parties veulent s'emparer de ce pont stratégique, qu'elles prennent soin de préserver des bombardements. À la suite d'un assaut, le capitaine, blessé et ivre, révèle aux deux hommes qu'il rêve de détruire le pont, pour faire cesser ce massacre insensé. Ce projet plaît immédiatement aux deux forbans : si le pont disparaît, les deux armées s'en iront, et ils auront le champ libre pour continuer leurs recherches. Ils s'emparent d'explosifs et, discrètement, vont procéder au minage du pont. Pendant qu'ils effectuent ce travail, à moitié immergés dans la rivière, Tuco et Blondin décident de se révéler leurs secrets. Tuco donne le nom du cimetière : Sad Hill ; Blondin donne le nom sur la tombe : Arch Stanton. Après l'explosion du pont, le calme revenu, les deux armées se retirent comme prévu ; les deux associés traversent et arrivent finalement de l'autre côté de la rivière. Pendant que Blondin s'arrête près des ruines d'une église et réconforte un soldat confédéré mourant, Tuco en profite pour partir au galop jusqu'au cimetière.
Il court à droite et à gauche parmi les centaines de tombes ; et découvrant enfin la tombe d'Arch Stanton, il commence à creuser furieusement le monticule de terre poudreuse avec une planche trouvée sur place. Avant d'avoir trouvé quoi que ce soit, il est rejoint par Blondin, revolver au poing, qui lui ordonne de creuser avec une pelle qu'il jette à ses pieds. Sentenza arrive, armé lui aussi, et ordonne à Blondin d'aider Tuco. Blondin révèle alors que l'or n'est pas enterré dans cette tombe, qui ne contient qu'un squelette. Il inscrit le véritable nom de la tombe où est caché le trésor sur une pierre, qu'il dépose au milieu de l'esplanade circulaire qui forme le centre du cimetière. Les trois hommes se mettent en place et se font face pour l'affrontement final. Blondin tire le premier et abat Sentenza, tandis que Tuco s'aperçoit que son revolver n'est pas chargé : Blondin lui avoue l'avoir déchargé la nuit précédente. Il montre aussi qu'il n'avait rien écrit sur la pierre, puisque la tombe recherchée est la sépulture sans nom placée à côté de celle d'Arch Stanton. Tuco est contraint de creuser à nouveau (« Tu vois, le monde se divise en deux catégories. Ceux qui ont un pistolet chargé et ceux qui creusent. Toi tu creuses. »), et dès qu'il a trouvé la caisse et constaté qu'elle contient bien des pièces d'or, il est forcé par Blondin à se passer un nœud coulant autour du cou, puis à se tenir debout en équilibre sur la traverse d'une croix, les mains liées derrière le dos. Blondin, partageant le butin, en charge la moitié sur son cheval et s'éloigne, pendant que Tuco crie à l'aide, perdant peu à peu l'équilibre. Arrivé hors de portée de revolver, Blondin fait feu sur la corde et libère Tuco comme il le faisait au début du film. Blondin s'en va avec la moitié de la somme, laissant l'autre moitié, mais pas de cheval, à un Tuco fou de rage, courant avec la corde autour du cou. Les dernières images montrent Blondin s'éloignant sur sa monture à travers les collines.

## Fiche technique
- Titre français et québécois : Le Bon, la Brute et le Truand (titre français original d'exploitation : Le bon, la brute le truand)
- Titre original italien : Il buono, il brutto, il cattivo
- Titre anglais : The good, the bad and the ugly
- Titre espagnol : El bueno, el feo y el malo
- Titre allemand : Zwei glorreiche Halunken
- Réalisation : Sergio Leone
- Scénario : Agenore Incrocci, Furio Scarpelli, Luciano Vincenzoni et Sergio Leone, d'après une histoire de Luciano Vincenzoni et Sergio Leone
- Musique : Ennio Morricone
- Décors et costumes : Carlo Simi
- Photographie : Tonino Delli Colli
- Son : Elio Pacella et Vittorio De Sisti
- Montage : Eugenio Alabiso et Nino Baragli
- Production : Alberto Grimaldi
- Sociétés de production : Produzioni Europee Associati, Arturo González Producciones Cinematográficas[3] et Constantin Film Produktion[3]
- Sociétés de distribution : Produzioni Europee Associati (Italie), United Artists (États-Unis), Les Artistes Associés (France)
- Budget : 1 200 000 dollars US[4]
- Pays de production :  Italie,  Espagne et  Allemagne de l'Ouest
- Langue originale : italien
- Format : couleur (Technicolor) — 35 mm — 2,33:1 (Techniscope) — son mono
- Genre : western spaghetti
- Durée : 178 minutes (161 minutes pour le montage international)
- Dates de sortie : 
  - Italie : 23 décembre 1966
  - Allemagne de l'Ouest : 15 décembre 1967
  - France : 8 mars 1968
  - Espagne : 7 août 1968
- Affiche : Jean Mascii (France)

## Distribution
Légende : Doublage de la version cinéma (1968), Doublage des scènes supplémentaires de la version longue (2003)
- Clint Eastwood (VF : Jacques Deschamps, Thibault de Montalembert) : Blondin, « le Bon » (Blondie dans la version américaine)
- Lee Van Cleef (VF : Georges Atlas, François Siener) : le sergent Sentenza, « la Brute » (Angel Eyes dans la version américaine)
- Eli Wallach (VF : Claude Bertrand, Paul Borne) : Tuco Benedicto Pacifico Juan Maria Ramirez, « le Truand »
- Aldo Giuffré (VF : André Valmy, Bernard Métraux) : Clinton, le capitaine alcoolique
- Luigi Pistilli (VF : René Bériard) : le père Pablo Ramirez, frère de Tuco
- Rada Rassimov (VF : Anne Carrère) : Maria
- Mario Brega : le caporal Wallace
- Antonio Molino Rojo (VF : Roger Rudel) : le capitaine Harper
- Antonio Casale (VF : Georges Aubert) : Bill Carson dit Jackson
- Antonio Casas (VF : Jean Daurand) : Stevens
- Livio Lorenzon (VF : Paul Bonifas) : Baker
- Al Mulock (VF : Duncan Elliott) : Elam, le chasseur manchot
- Sergio Mendizábal : le chasseur de primes blond
- Enzo Petito (VF : Paul Villé) : l'armurier
- John Bartha : le shérif
- Angelo Novi (it) : le moine
- Claudio Scarchilli : un péon
- Sandro Scarchilli (en) : un péon
- Jesús Guzmán (VF : Serge Sauvion) : Pardue, le propriétaire de l'hôtel
- Lorenzo Robledo : un membre du gang de Sentenza
- Aldo Sambrell (VF : Pierre Collet) : un membre du gang de Sentenza
- Benito Stefanelli : un membre du gang de Sentenza
- Victor Israel (en) (VF : Gabriel Le Doze) : le sergent du fort des confédérés[5] (non crédité)
- Antoñito Ruiz : le plus jeune fils de Steven (non crédité)

Sources et légende : version française (VF) sur Voxofilm

## Production

### Genèse du film

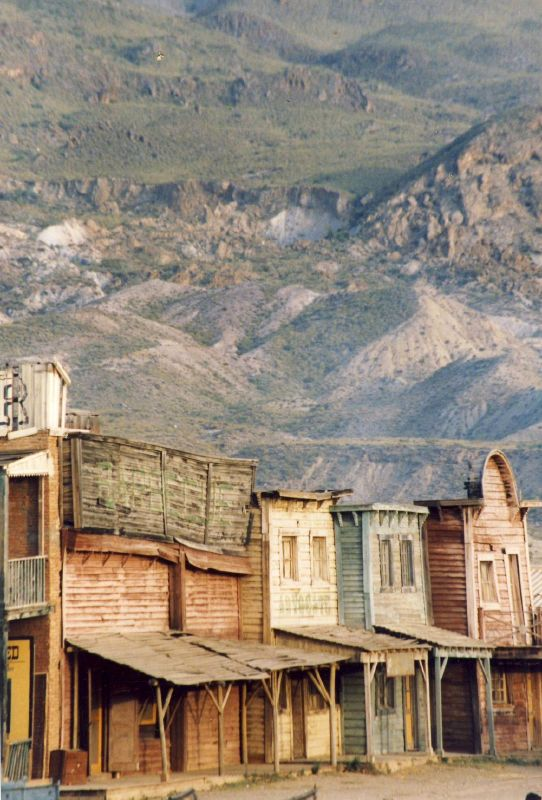
Décor du film tourné à Almería.

Après le succès de Pour une poignée de dollars et de Et pour quelques dollars de plus, les dirigeants de United Artists contactèrent le scénariste des deux films Luciano Vincenzoni pour acquérir les droits de ses œuvres précédentes ainsi que de ses prochains westerns. Ni lui, ni le producteur Alberto Grimaldi, ni Sergio Leone n'avaient de projets en tête. En fait, Leone n'a même pas l'intention de faire un autre western. Cependant, attiré par l'énorme somme d'argent offerte (qui lui permettrait d'être financièrement indépendant pour le reste de sa vie), il accepte la proposition, sans avoir encore trouvé l'idée du prochain film. Heureusement pour lui, Vincenzoni propose l'idée d'un « film à propos de trois canailles à la recherche de trésors durant la guerre de Sécession. » Le studio accepte et un budget de 1 million de dollars US (plus 50 % des revenus de vente de billets à l'extérieur de l'Italie) est attribué au projet. Finalement, le film coûtera 1,3 million, une somme astronomique si on pense aux conditions précaires dans lesquelles Leone a dû travailler seulement deux années plus tôt.
Le titre de travail du film est Les Deux Magnifiques Bons-à-rien (en italien : I due magnifici straccioni) mais il est changé dès le début du tournage, lorsque Vincenzoni imagine le titre italien Il buono, il brutto, il cattivo (littéralement : « Le Bon, le Laid, le Mauvais »), qui plait aussitôt à Leone.
Dégagé des contraintes budgétaires, Sergio Leone décrit ainsi l'approche du film qu’il peut faire comme il le veut, en tirant parti de l’histoire précédente et de ce qui la faisait fonctionner, et en réfléchissant sur les diverses motivations de Van Cleef et d'Eastwood : « De tout temps j'ai pensé que le bon, le mauvais et le violent ne pouvaient pas exister dans un sens absolu et total. Il me sembla intéressant de démystifier ces adjectifs dans l'atmosphère d'un western. Un assassin peut faire preuve d'un sublime altruisme, alors qu'un bon est capable de tuer avec une indifférence totale. Une personne apparemment mauvaise, lorsqu'on la connait mieux, peut se révéler plus valeureuse qu'elle ne semblait l'être et faire preuve de tendresse. J'ai une vieille chanson romaine gravée en mémoire, une chanson qui me semble pleine de bon sens : Un cardinal est mort. Il a fait le bien et le mal. Il a bien fait le mal et il a mal fait le bien. Voilà en gros la morale que je souhaitais glisser dans le film. »

### Scénario
Alors que Sergio Leone développe ses idées et planifie une mise en scène vraie et personnelle, Vincenzoni recommande de travailler avec une équipe de scénaristes incluant Age-Scarpelli et gérée par Leone lui-même ainsi que par le scénariste Sergio Donati. Leone rejette tout leur script, y trouvant trop de bouffonneries, et reprend complètement en main le scénario avec Donati. Leone veut combiner tragique et comique, sur un fond pessimiste. Donati confirme cette déclaration, ajoutant : « Dans la version finale du scénario, il ne restait pratiquement rien de ce qu'ils avaient écrit. Ils n'avaient écrit que la première partie, quelques mots à peine. Ils étaient extrêmement éloignés du style de Leone. Leone voulait essayer quelque chose de nouveau. Plutôt qu'un western, Age-Scarpelli avaient écrit une espèce de comédie se déroulant dans l'Ouest. »
Scarpelli décrit comme fatale sa rencontre avec Leone : « Dans notre profession nous devons faire preuve de curiosité et porter attention aux films des autres - de quelle façon ils fonctionnent, ce qui s'y passe. C'était l'époque des deux westerns de Sergio Leone. Dans toute la communauté du cinéma il existe une passion secrète et infantile pour le western, donc nous avons accepté de collaborer à l'écriture de ce film, surtout qu'il voulait refaire en version western La Grande Guerre, l'épopée tragi-comique de deux tire-au-flanc sur le front en 1917. Mais notre rencontre avec lui s'est avérée fatale. »,.  Vincenzoni déclare avoir écrit le scénario en onze jours, mais bien rapidement il abandonne le projet, lorsque ses rapports avec Leone se détériorent.
Les trois personnages principaux (Tuco, Blondin et Sentenza) sont partiellement construits à partir d'éléments autobiographiques du réalisateur. Au cours d'une entrevue, celui-ci déclare : « Dans mon monde, les personnages les plus intéressants sont les anarchistes. Je les comprends mieux parce que mes idées sont plus près des leurs. Je suis fait un peu comme ces trois hommes. Sentenza n'a pas d'âme, il est un professionnel dans le sens le plus banal du terme. Comme un robot. Ce n'est pas le cas des deux autres personnages. Considérant le côté méthodique et prudent de ma personnalité, je ressemble aussi à Blondin. Mais ma plus profonde sympathie sera toujours pour Tuco… Il sait être touchant avec toute cette tendresse et cette humanité blessée. Mais Tuco est aussi une créature toute instinctive, un bâtard, un vagabond. »
Le film est donc basé sur trois rôles : un arlequin, une fripouille et un méchant. Eastwood remarque ironiquement à propos de la trilogie : « Dans le premier film, j'étais seul. Dans le deuxième, on était deux. Ici, nous sommes trois. Si ça continue comme ça, le prochain rôle me verra entouré de la cavalerie américaine,. »
Leone est très attiré par les idées qui jaillissent durant la préparation du film : « Ce qui m'intéressait était d'un côté de démystifier les adjectifs, de l'autre de montrer l'absurdité de la guerre… La guerre civile dans laquelle les personnages se débattent, de mon point de vue, est inutile, stupide. »
Leone est aussi inspiré par une vieille histoire à propos de la guerre : « Je voulais montrer l'imbécillité humaine picaresque de même que la réalité de la guerre. J'avais lu quelque part que 120 000 personnes moururent dans les camps sudistes comme à Andersonville, mais je ne voyais nulle part de référence aux morts dans les camps de prisonniers nordistes. On entend toujours parler des atrocités commises par les perdants, jamais de celles de gagnants ». Il montre un camp nordiste où la musique couvre les cris des torturés… on pense aux camps de concentration nazis, avec leurs orchestres juifs. Cela ne plut pas aux Américains, pour qui la guerre civile est un sujet quasi tabou. Mais « la véritable histoire des États-Unis a été construite dans une violence que ni la littérature ni le cinéma n'ont su révéler comme ils l'auraient dû. Personnellement je tends toujours à mettre en contraste la version officielle des évènements - sans doute parce que j'ai grandi sous le fascisme. J'ai vu en personne comme on peut manipuler l'histoire. Pour cette raison, je doute toujours de ce qui est annoncé. Pour moi, c'est maintenant un réflexe. »
Le camp de prisonniers où sont conduits Blondin et Tuco est basé sur les bas-reliefs en acier d'Andersonville, réalisés en août 1864, alors que 35 000 prisonniers s'y trouvaient. De plus, les scènes extérieures s'inspirent des archives photographiques de Mathew Brady. Van Cleef raconte à ce sujet : « Le camp de prisonniers construit par Sergio était très simple : seulement quelques cabanes et des palissades. Et il était surpeuplé, mais il donnait l'impression que durant la guerre civile, les choses devaient être exactement comme cela. C'était comme les images que j'avais vues d'Andersonville… Vraiment comme une photographie de Brady. »
À propos de la documentation recherchée pour le film, Leone raconte : « Les auteurs américains dépendent trop des autres scénaristes et n'approfondissent pas suffisamment leur propre histoire. En préparant le film, je découvris que durant la guerre civile, il n'y eut qu'une seule bataille au Texas, visant la propriété des mines d'or de l'État. Le but de la bataille était d'empêcher le Nord (ou le Sud) de contrôler ces mines. Donc, pendant que j'étais à Washington, je tentais de trouver quelques informations sur cet évènement. Le bibliothécaire de la bibliothèque du Congrès (la plus grande du monde), me répondit : « Je crois que vous vous trompez. Le Texas, dites-vous ? Il doit s'agir d'une erreur. En Amérique personne n'a jamais livré de bataille pour des mines d'or et de toute façon la guerre civile n'a jamais eu lieu au Texas. Revenez dans deux ou trois jours, je ferai quelques recherches d'ici là. Mais je suis certain que c'est une erreur. » Eh bien, j'y suis retourné après deux ou trois jours et ce type me regardait comme s'il avait vu un fantôme. Il me dit : « J'ai ici huit livres et ils font tous référence à cet évènement. Comment diable avez-vous fait pour le savoir ? Vous ne lisez que l'italien, comment avez-vous pu le découvrir ? Maintenant, je comprends pourquoi vous les Italiens faites des films si extraordinaires. Je travaille ici depuis vingt ans et pas un seul réalisateur américain ne s'est jamais préoccupé de venir s'informer sur l'histoire de l'Ouest ». »
Leone insère dans le scénario son point de vue personnel : la façon dont Blondin et Tuco perçoivent la guerre est la sienne. La phrase écœurée de Blondin qui commente la bataille du pont : « Je n'avais encore jamais vu crever autant de monde… » synthétise ce que Leone voulait transmettre. De plus, par la bouche du capitaine nordiste, il dénonce l’absurdité de l’enjeu de la bataille décidée en haut lieu (« une crotte de mouche sur une carte ») et prononce une diatribe cynique sur l’alcool, refuge du soldat, qui sera censurée dans la version italienne. Enfin, Leone modifie sa mise en scène pour la bataille, et abandonne son illustration habituelle de la violence pour une prise de vue quasi documentaire, sans héroïsme, en une série de travellings cadrés de loin.
Le scénario fait l'objet d'une novélisation sous le même titre par Joe Millard (Série noire no 1254).

### Personnages

#### «Le Bon»
Clint Eastwood interprète « Le Bon » ou « l'Homme sans nom », ou « Blondin » un chasseur de primes flegmatique et arrogant qui est en compétition avec Tuco et Sentenza dans la course au trésor caché, au milieu de la guerre de Sécession. Il développe une relation amitié-haine avec Tuco qui le surnomme « Blondin ». Tuco connaît le nom du cimetière où se trouve l'or, mais Blondin connaît le nom de la tombe où il est enterré. Ils sont donc contraints à travailler ensemble et à se secourir à tour de rôle.
Clint Eastwood incarne celui qui est peut-être le mieux réussi de tous les personnages créés par Leone : grandiose, laconique, un as de la gâchette soigné dans les moindres détails. La présence du cigare de Blondin est un symbole très important dans le film. Eastwood en a un à la bouche dans presque toutes les scènes et le rallume continuellement. De plus, le cigare devient un élément clé de l'action à quelques occasions (la poursuite en suivant la piste des cigares toujours plus fraîchement fumés, l'allumage de la mèche du canon et de celle des explosifs, partage avec le jeune soldat agonisant, etc.).
Son expression sombre et pensive, avec ses yeux à demi-fermés, pourrait faire de Blondin le stéréotype idéal du « méchant ». Cependant, Leone réussit à surprendre tout le monde en créant un personnage à mi-chemin entre le chasseur de primes traditionnel et le bandit, parvenant à un résultat que peut-être aucun autre réalisateur n'avait réussi à atteindre. Dans la composition de ce personnage, Leone démontre qu'il a su intégrer l'essence des grands classiques tels la tragédie grecque et l'œuvre de Shakespeare. De plus, il admet que le personnage de Clint Eastwood est largement inspiré du style des grands auteurs latins comme Plaute et Térence. Sergio Donati fait remarquer : « Parmi les trois, Eastwood est sans doute celui qui ressemble le plus à son propre personnage : fermé, taciturne, ironique. »
1965 marque la fin de Rawhide, une série télévisée américaine dans laquelle Clint Eastwood tient l'un des rôles permanents, un bon cow-boy lisse et sans ombre. À ce moment, aucun des films italiens de Eastwood n'est encore distribué en Amérique. Lorsque Leone lui offre un rôle dans son prochain film, celui-ci hésite, bien qu'il s'agisse de sa seule offre de travail. Après avoir lu le scénario, il trouve que le rôle de Tuco est plus important que le sien. Il demande donc que son propre rôle soit augmenté, tandis que Leone ne veut pas diminuer celui de Tuco. Leone doit se déplacer jusqu'en Californie avec sa femme, pour tenter de négocier. Après deux journées de dures négociations, l'acteur accepte de tourner le film et demande à être payé 250 000 $, plus 10 % des profits du box-office sur tout le territoire occidental, un accord qui déplaît à Leone.
Dans le film, le personnage d'Eastwood est désigné avec le surnom Blondin puisque personne ne connait son vrai nom. De plus, lorsque le capitaine Clinton demande leurs noms à Tuco et Blondin, celui-ci demeure silencieux, restant fidèle à son image. Dans le scénario du film, par contre, on réfère à celui-ci sous le nom de Joe.

#### «La Brute»
Lee Van Cleef interprète le rôle de « La Brute », un mercenaire insensible et sans pitié qui s'appelle dans les versions italiennes et françaises Sentenza, nom devenu dans la version américaine Angel Eyes (« Yeux d'ange »). Il n'hésite pas à éliminer froidement tous ceux qu'il rencontre dans sa course au trésor. Après que Blondin et Tuco sont capturés et emprisonnés, Sentenza est le sergent qui interroge et fait torturer Tuco par le caporal Wallace, découvrant ainsi le nom du cimetière où est caché l'or. Sachant que Blondin mentirait au lieu de lui donner le vrai nom de la tombe, il décide de former une alliance avec Blondin. Ce dernier préfère retourner avec Tuco dès que l'occasion se présente.
À l'origine, Leone veut que Charles Bronson interprète Sentenza, mais celui-ci est déjà en train de tourner Les Douze Salopards (1967). Leone songe alors à travailler de nouveau avec Lee Van Cleef : « Sachant que Van Cleef avait déjà interprété un rôle plus romantique dans Et pour quelques dollars de plus, l'idée de lui faire interpréter un personnage complètement opposé m'intrigua. »
Lee Van Cleef raconte : « Pour le premier film, je ne pouvais pas négocier, étant donné que je n'arrivais même pas à payer mon téléphone. Je tournai le film, je payai mon compte de téléphone et exactement une année plus tard, le 12 avril 1966, on m'appela de nouveau pour tourner Le Bon, la Brute et le Truand. Et en parallèle, je tournai également Colorado. Alors, au lieu de ne gagner que 17 000 $, j'en gagne plus de 100 000, tout cela grâce au talent de Leone, pas au mien. »
L'acteur souffre d'une peur étrange des chevaux et ne connait rien à l'équitation. Sergio Donati raconte : « On lui trouva un cheval docile et amadoué comme une bête de cirque, mais pour pouvoir y monter, il lui fallait une chaise et il fallait que quelqu'un tienne l'animal. La même histoire se répétait évidemment lorsqu'il s'agissait de redescendre (Wallach utilisa le même cheval dans ses propres scènes, puisque lui non plus ne savait pas monter). »
Lee Van Cleef, d'autre part, bien qu'il ait déjà interprété des « méchants » dans la majorité de ses films, est un homme doux qui contraste nettement avec ses personnages. Ce sont ses talents d'acteur qui lui permettent de si bien personnifier des rôles si éloignés de sa propre personnalité. Donati raconte cette autre anecdote à ce sujet : « Dans une scène du film, il doit frapper une prostituée qui connaît Bill Carson et il ne réussissait pas à aller si loin. L'actrice (Rada Rassimov) lui disait : « Ne t'en fais pas si tu me donnes une vraie gifle, ça ne me dérange pas, frappe-moi… », mais Van Cleef lui expliquait en rougissant qu'il n'arrivait tout simplement pas à lever la main sur une femme, c'était plus fort que lui. »

#### «Le Truand»

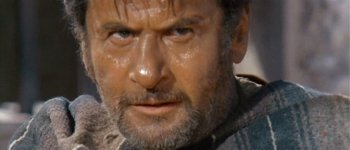
Le Truand (Eli Wallach).

Eli Wallach interprète le rôle de Tuco Benedicto Pacifico Juan Maria Ramirez « Le Truand » ; un bandit comique, maladroit et volubile, recherché par les autorités. C’est le personnage le plus détaillé du film : on rencontre son frère, on comprend d'où il vient et pourquoi il est devenu un bandit, tandis que les deux autres personnages principaux demeurent mystérieux. Tuco apprend le nom du cimetière où est enterré l'or, mais il ne connaît pas le nom de la tombe ; seul Blondin le sait. Cette situation les force tous les deux à devenir compagnons de voyage.
Aux yeux de Leone, Tuco représente toutes les contradictions de l'Amérique et aussi en partie les siennes. Après avoir pensé offrir le rôle à Gian Maria Volontè, il choisit Eli Wallach, en qui il sentait quelque chose de chaplinesque. Leone a détecté la dimension comique de l’acteur cantonné jusqu’ici dans des rôles dramatiques en voyant une scène du film La Conquête de l'Ouest (1962) : lorsque Wallach descend du train et qu'il parle avec Peppard, il voit un enfant (le fils de Peppard), il se tourne d'un coup et lui tire dessus avec le doigt en faisant une grimace.
Les deux hommes se rencontrent à Los Angeles, mais l'acteur est réticent à interpréter de nouveau ce type de personnage. Il est convaincu après avoir visionné la séquence d'ouverture de Et pour quelques dollars de plus. Tous les deux s'entendent très bien, partageant le même sens de l'humour étrange. Leone permet à Wallach d'effectuer des modifications à son personnage, dans la mise en scène et dans sa façon de bouger. Les vêtements de Tuco sont choisis par Wallach lui-même. C'est également lui qui propose le signe de croix compulsif du personnage,.
Tant Eastwood que Van Cleef saisirent que le personnage de Tuco plaisait particulièrement au réalisateur. Pour eux, il était clair que le public préfèrerait le personnage de Wallach. Si Wallach garde peu de souvenirs du travail avec Van Cleef hormis sa Mercedes neuve, il apprécia Clint Eastwood, qui, taciturne mais attentif, proposait des idées et des détails qui rendaient le personnage de Tuco encore meilleur.

#### Autres personnages
- Le capitaine nordiste alcoolique (Aldo Giuffré) : il devient ami de Blondin et Tuco. Il comprend bien que ses hommes sont envoyés inutilement au massacre et rêve de détruire le pont - un rêve qui se réalisera grâce à ses nouveaux amis. Blessé mortellement durant la bataille du pont, il meurt apaisé juste après avoir entendu celui-ci exploser.
- Le caporal Wallace (Mario Brega) : gardien de prison qui travaille pour Sentenza, il torture Tuco pour lui faire dire où est le trésor. Sentenza confie ensuite Tuco à Wallace, pour qu'il puisse toucher la prime de sa capture mais Tuco l'éliminera en le poussant hors d'un train en mouvement. Boucher devenu acteur, l'imposant Brega est omniprésent dans les films de Leone et dans les westerns spaghetti en général.
- Bill Carson dit Jackson (Antonio Casale) : il représente l'un des points tournants de l'histoire. Au moment de mourir, il donne à Tuco le nom du cimetière où se trouve l'or et à Blondin le nom de la tombe où il est enterré. Casale apparaîtra aussi dans le film de Leone Il était une fois la révolution.
- Pablo Ramirez (Luigi Pistilli), un prêtre catholique et le frère de Tuco. Il méprise son frère qui est devenu un bandit, mais fondamentalement il lui veut du bien. Pistilli est un vétéran ayant joué dans plusieurs westerns spaghetti, interprétant habituellement un « méchant » (comme dans Et pour quelques dollars de plus où il interprète le rôle de Groggy).
- Stevens (Antonio Casas), le paysan mêlé à l'histoire entre Baker et Bill Carson. Il est tué avec son fils aîné par Sentenza, après avoir révélé à ce dernier des informations sur l'or et sur la nouvelle identité de Jackson. Casas était un joueur de football populaire en Espagne avant de devenir acteur. Il est apparu dans plus de 170 films et émissions de télévision durant sa carrière.
- Chelo Alonso, l'épouse amérindienne et non nommée de Stevens, qui assiste impuissante et horrifiée au meurtre de son mari et de son fils par Sentenza. Ce rôle de femme accablée par le destin, est interprété avec sensibilité par cette actrice cubaine d'origine Taino. Elle avait joué auparavant dans plusieurs films italiens du genre peplum où elle incarnait le rôle principal en raison de son physique avantageux et exotique, et de son expression impassible.
- Baker, (Livio Lorenzon) le soldat confédéré impliqué dans l'affaire de l'or caché (avec Stevens et Carson). Il engage Sentenza pour obtenir de l'information et pour assassiner Stevens. Il est ensuite lui-même assassiné par Sentenza, payé par Stevens.
- Maria (Rada Rassimov), une prostituée attaquée par Sentenza. Elle connaît Bill Carson, mais n'est pas impliquée dans ses affaires.
- Le chasseur de primes manchot (Al Mulock) : blessé par Tuco au début du film, il doit se faire amputer le bras droit et réapprendre à tirer de la main gauche. Il cherchera désespérément à se venger. Après avoir retrouvé Tuco, il parle trop longtemps et Tuco en profite pour l'abattre. Mulock est un acteur canadien qui apparaîtra également dans Il était une fois dans l'Ouest, dans le rôle d'un des trois as de la gâchette, au début du film. Il se suicida durant le tournage, se défenestrant en costume de scène.
- Le capitaine nordiste Harper (Molino Rojo) : atteint de gangrène à une jambe, il n'accepte pas les méthodes de Sentenza et, plus d'une fois, lui répète d'être moins brutal avec les prisonniers. Sa faiblesse physique, l’empêche d’être pris au sérieux par ses subalternes.

### Tournage
Le film est tourné en Espagne, dans le désert de Tabernas (Andalousie), avec l'approbation du régime franquiste et avec l'assistance de l'armée espagnole. Parmi les figurants, on trouve 1 500 soldats locaux. En 1973, Eastwood raconte que du moment que le film ne concernait ni l'Espagne ni les Espagnols, ceux-ci ne se souciaient pas de ce que faisait l'équipe.
Sur le plateau de tournage, Leone a à ses côtés le jeune Giancarlo Santi, qui occupe le poste d'assistant réalisateur de mars à août 1966. Santi, lors d'une entrevue au Festival di Torella dei Lombardi (2006), se souvient : « Sergio voulait me connaître et avait la pellicule de Et pour quelques dollars de plus lorsque je l'ai rencontré à la visionneuse. Nous avons sympathisé rapidement, il m'a engagé pour le projet et je suis parti pour l'Espagne, de mars à août 1966, la plus belle période de ma vie. L'histoire du film Le Bon, la Brute et le Truand est supérieure à celles des deux films précédents, avec ses grands thèmes épiques, éthiques et historiques. J'y appris comment gérer un budget car Leone était un grand entrepreneur. »
Tonino Delli Colli est pour la première fois directeur de la photographie dans un film de Sergio Leone. Pour Delli Colli, le western a un principe esthétique : on ne peut pas mettre beaucoup de couleurs. On utilisa des teintes amorties : noir, marron, beige, étant donné que les édifices étaient en bois et que les couleurs des paysages étaient plutôt vivantes. Eli Wallach se souvient que Leone utilisait la lumière et l'ombre en s'inspirant de Vermeer et de Rembrandt.
La nouvelle qu'un nouveau western de Leone est en production fait le tour du monde. De son côté, le réalisateur s'insurge contre les règles de coproduction cinématographique italo-espagnole : « Oui, maintenant je peux faire ce que je veux. J'ai signé un contrat fabuleux avec la United Artists. C'est moi qui décide ce que je veux faire, quels sujets, quels acteurs, tout. Ils me donnent ce que je veux, ils me le donnent. Seulement ces messieurs bureaucrates du cinéma italien cherchent à me mettre des bâtons dans les roues. Ils font des films en mesurant tout avec une balance de pharmacien : quatre acteurs et demi italiens, deux virgules cinq acteurs espagnols, un Américain. Je leur ai dit non. Vous me laissez faire mes films comme je le veux, ou alors je pars pour l'Amérique ou pour la France, où on m'accueillera à bras ouverts ! »
Durant le tournage, il se produit quelques événements notables : Eli Wallach est presque empoisonné lorsqu'il boit accidentellement une bouteille d'acide laissée par un technicien près de sa bouteille de soda. Wallach mentionne cette anecdote dans son autobiographie, tout en déplorant que Leone, bien qu'il fût un réalisateur brillant, n'eût mis en place aucune mesure de sécurité lors du tournage des scènes dangereuses. L'acteur est en danger dans plusieurs scènes. Lorsqu'il est sur le point d'être pendu et qu'il est libéré par un coup de feu qui coupe la corde et qui effraie le cheval, lui permettant de s'enfuir à toute allure, le cheval s'emballe et continue de courir pendant plus de 1 500 mètres avec l'acteur en selle, les mains toujours attachées dans le dos.
Wallach risque également sa vie dans la scène où lui et Brega doivent sauter hors du train en mouvement. Le saut est accompli sans problème, mais une situation dangereuse survient lorsque son personnage doit couper la chaîne qui l'attache au caporal, maintenant mort : Tuco place le cadavre sur les rails, afin que le prochain train coupe la chaine au passage. Wallach n'avait pas remarqué que des marchepieds en métal de trente centimètres de large dépassaient au bas de chaque wagon, et personne dans l'équipe technique ne sembla s'en être aperçu non plus. Si l'acteur avait soulevé la tête au mauvais moment, une de ces marches l'aurait probablement décapité. Leone demanda à l'acteur de reprendre la scène, mais celui-ci déclara qu'il ne la referait plus jamais de sa vie. Cette scène est inspirée d'un gag de Les Lois de l'hospitalité (1923) de Buster Keaton où un train coupe la corde qui ligote Willie McKay (Keaton) avec le « méchant ».
Lors de la production de ses deux premiers films, Leone avait déjà acquis la réputation d'être obsédé par les détails, mais durant ce troisième tournage, cette réputation prit des proportions quasi légendaires. Luca Morsella, fils de Fulvio Morsella, raconte une anecdote : « Une journée où ils étaient en train de tourner une scène, le directeur de production Fernando Cinquini était très satisfait car le travail avait été achevé selon l'horaire. Sergio dit alors : « Je n'ai pas encore fait le détail de l'éperon. » Cinquini s'approcha et lui répondit : « Ce n'est pas grave, ne te préoccupe pas d'une bagatelle comme l'éperon. Nous le tournerons quand nous pourrons. » Lorsque vint le jour où il fallait filmer ce « détail de l'éperon », Cinquini demanda à Sergio s'il voulait le faire maintenant. Celui-ci répondit : « Il me faut 300 figurants, des diligences, des cavaliers, des soldats et tout le reste. » En effet, oui, ce n'était qu'un « détail de l'éperon », mais en arrière-plan il voulait voir toute la vie de la ville, avec les gens qui marchent et les cavaliers qui passent. Cette anecdote devint une légende dans le monde du cinéma. Chaque fois qu'un réalisateur dit : « Il ne me manque qu'un détail », il faut s'assurer qu'il ne s'agit pas d'un autre « détail de l'éperon ». »

Décors du film à Almería, Espagne.
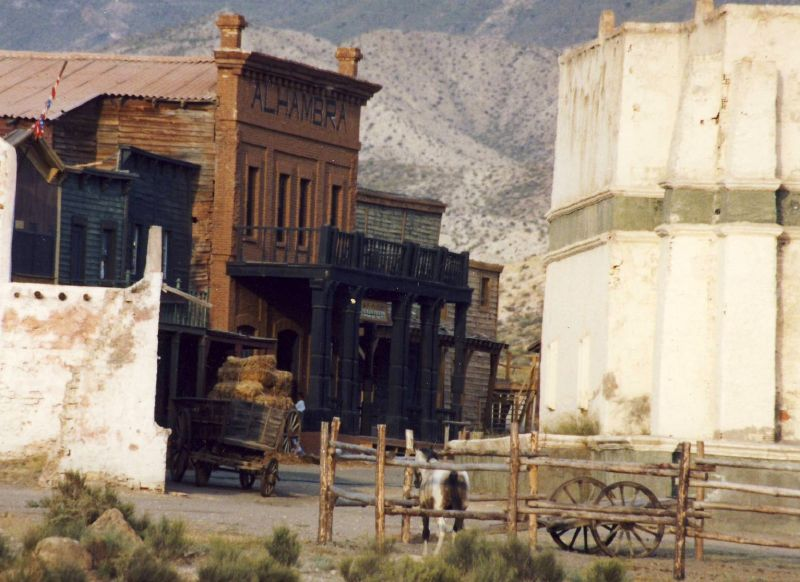
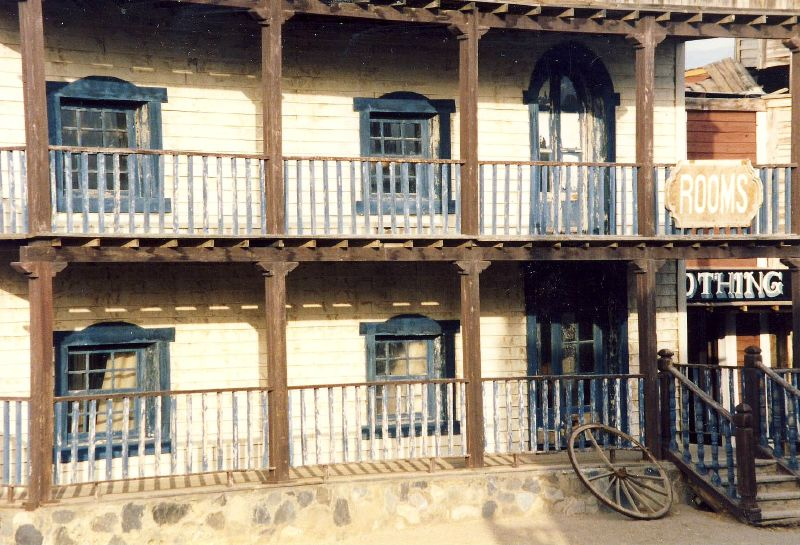
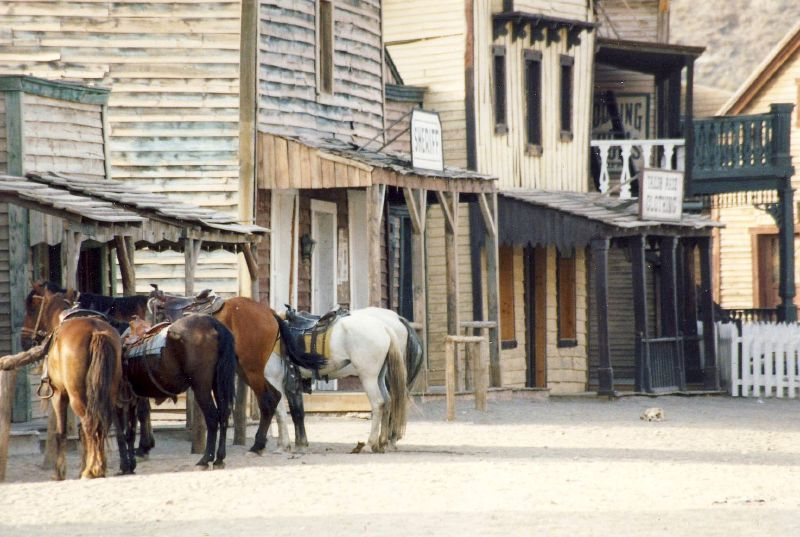
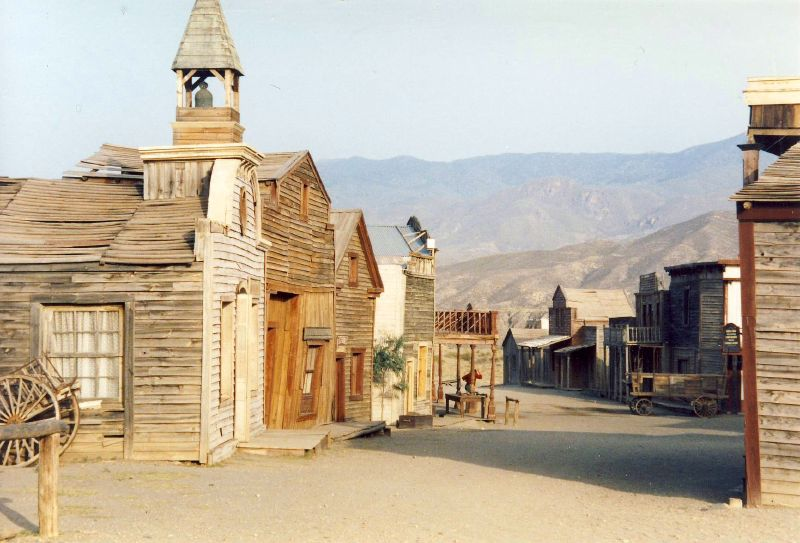
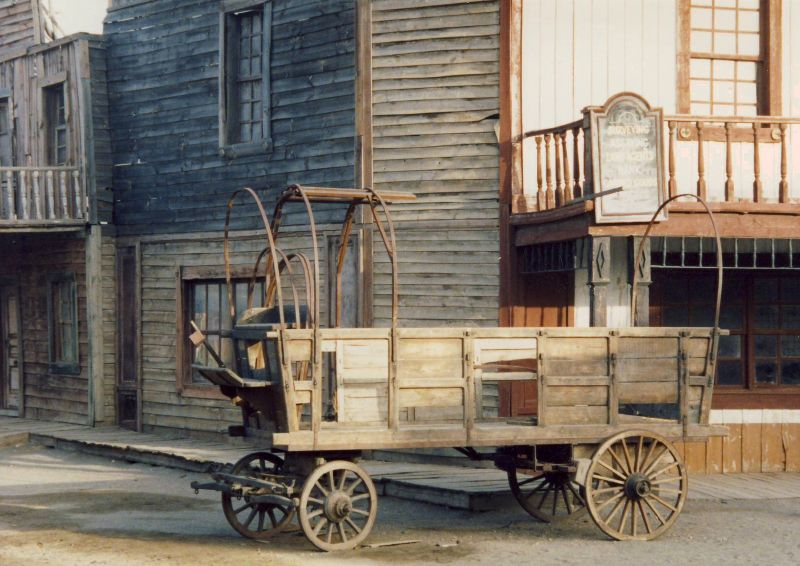
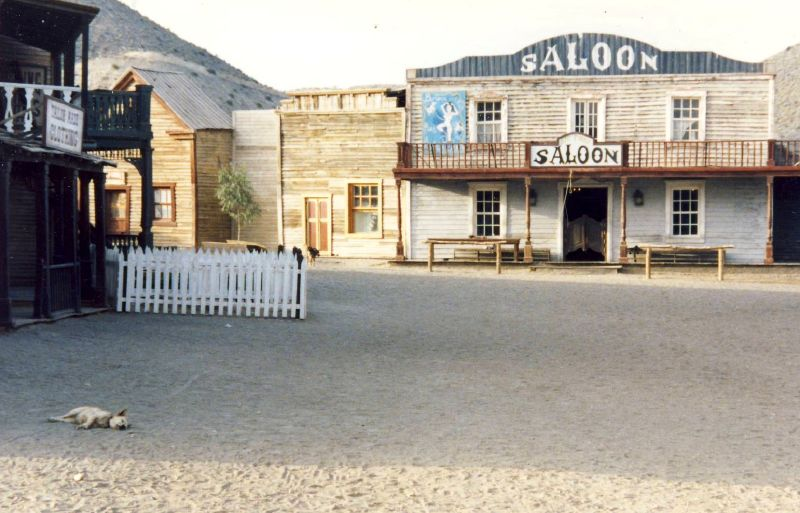
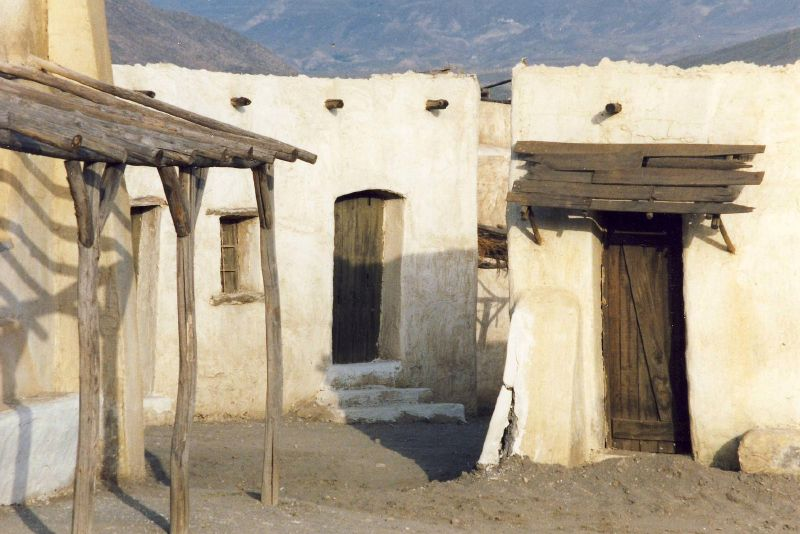

#### Mise en scène
Dès la première image du film, Leone casse l'écriture classique du western : un plan d'ensemble de paysage désertique est soudain occulté par un très gros plan de visage immobile et patibulaire. Au lieu du cadrage habituel d'une silhouette perdue dans le paysage qui s'approche progressivement, Leone impose d'emblée son usage des gros plans. Sa narration est à la fois linéaire, sans les flashbacks récurrents très présents dans Et pour quelques dollars de plus et Il était une fois dans l’Ouest, et parallèle, accompagnant chaque personnage. Leone introduit progressivement et longuement ses personnages, par une série de séquences de présentation (25 minutes d’exposition), avec des arrêts sur image nommant tour à tour le Truand, le Bon, la Brute. Certains ont rapproché ce préliminaire exhibitionniste de la forme de l’opéra vériste italien.
Si le scénario multiplie les retournements d’alliances et de rivalités entre Blondin, Tuco et Sentenza, la mise en scène accentue cette impression d’instabilité en montrant la versatilité des apparences et la fragilité des situations. Par exemple en une séquence rapide, un officier vêtu du gris sudiste dévoile soudain un uniforme bleu nordiste en secouant la poussière qui le recouvre. L’apparition d’éléments nouveaux qui étaient hors-champ, introduits subitement dans le plan en cours ou bien dévoilés par l’élargissement du cadrage, fait évoluer voire basculer le déroulement des événements. Ainsi dans la séquence du cimetière, on cadre sur Tuco qui creuse frénétiquement la tombe qu’il a enfin trouvée, le plan s’élargit et l’ombre de Blondin apparaît ainsi qu’une pelle tandis qu’il lance à Tuco : « Avec ça, ce serait plus facile. » Les rapports de force basculent une seconde fois quelques instants plus tard, lorsqu’une autre pelle surgit dans le plan, lancée par Sentenza avec ces mots : « À deux, vous creuserez plus vite. »
L’effet de dévoilement est utilisé de différentes manières, parfois burlesque : depuis sa baignoire, Tuco abat par surprise son adversaire, et on découvre qu’il se baignait avec son révolver. De façon plus complexe, tandis que Blondin va être surpris dans une chambre d’hôtel par un groupe de tueurs, un recadrage passe au décor d’une rue bruyante (voir ci-dessus le « détail de l’éperon »), où l’arrêt soudain d’une colonne de soldats et le silence qui s’établit permettent à Blondin d’être alerté par le cliquetis d’éperons des tueurs qui montent l'escalier. Ce procédé d'irruption d'éléments hors-champ sert à l'insertion progressive de la guerre, quatrième acteur furtivement montré dans les images de combat lors du générique de début, qui vient insidieusement s'immiscer dans les péripéties et interagir avec elles : après la colonne de soldats dont l'arrêt démasque le bruit des éperons, c'est un boulet de canon qui fracasse la pièce où Tuco allait obliger Blondin à se pendre ; Blondin est de nouveau sauvé dans le désert par l'irruption du chariot sudiste ; enfin dans la rue de la ville abandonnée, les explosions donnent l'avantage à Blondin et Tuco dans leur duel contre la bande de Sentenza. La convergence entre la chasse au trésor et la toile de fond guerrière est complète lorsque Blondin et Tuco sont bloqués par la bataille pour le pont de Branston (le pont de Langstone dans la version française).

#### Scène du pont
En Espagne, l'équipe tourna les scènes extérieures dans plusieurs endroits différents. Quelques mois s'écoulèrent entre le repérage et le début du tournage, ce qui causa un problème sur le site choisi pour tourner la scène du pont. Lors de la première inspection, le niveau d'eau de la rivière espagnole Arlanza avait une hauteur de 1,20 mètre, parfaite pour les besoins du film. À l'arrivée de l'équipe de tournage, le niveau n'était plus que de vingt centimètres. Pour résoudre ce problème, une digue fut construite par l'armée espagnole, en aval de la zone choisie pour filmer, permettant d'élever la hauteur de l'eau au niveau désiré (la digue est visible quand Tuco et Blondin s'approchent de la rivière pour traverser après l'explosion).
Le pont dut cependant être construit à deux reprises. Leone voulait un véritable pont en pierre et en bois, sur lequel on pouvait circuler. Il fallut quinze jours pour le construire la première fois. Les problèmes commencèrent lorsqu'arriva le moment de le faire exploser. Le meilleur artificier du cinéma à l'époque était Baciucchi, une légende vivante. Cependant il n'avait jamais eu à préparer une explosion d'une telle dimension. Il plaça une trentaine de charges de TNT, mais chaque fois, l'explosion des premières charges coupait le contact électrique et donc le pont ne sautait pas tout d'un coup, tel que le souhaitait Sergio.
Pour pallier ce problème, il fallut donc demander l'aide des spécialistes de l'armée espagnole. Des nouvelles charges explosives furent installées et les caméras placées à divers angles autour du pont, une rapprochée, une plus loin et une autre encore plus loin. Le responsable des effets spéciaux délégua le déclenchement au capitaine artificier espagnol. À dix secondes de la fin du compte à rebours, celui-ci crut entendre le signal de faire exploser le pont (vaya), alors qu'il s'agissait en fait d'une parole en italien adressée à un technicien de caméra-vidéo (vai). On n'arriva donc qu'à filmer la fin de l'écroulement. Leone était furieux contre le responsable des effets spéciaux. Le capitaine répondit qu'il ferait reconstruire le pont, mais qu'il ne fallait pas renvoyer cet homme.
Le pont fut entièrement reconstruit en une nuit et le matin suivant, il explosa de nouveau, cette fois avec toutes les caméras en fonction. Cependant, la première explosion étant plus réussie, toutes les prises de vues de la chute des débris proviennent des images de cette explosion. Les problèmes avec la scène du pont ne se terminent pas là. Tant Eastwood que Wallach faillirent être soufflés par l'explosion. Eastwood raconte : « Si nous nous étions trouvés au point choisi par Leone, selon toute probabilité nous ne serions plus ici aujourd'hui pour en parler». On voit effectivement des débris voler autour des acteurs et crever un sac de sable et ce n'est pas un effet spécial. Ce fut Eastwood lui-même qui insista pour déplacer leur position vers un endroit plus sûr. Ici aussi, on voit donc le peu d'attention porté par Leone aux questions de sécurité, ce qui amena Eastwood à conseiller à Wallach de « ne jamais faire confiance à personne dans un film italien. » Plusieurs critiques remarquèrent le style à la Buster Keaton de cette scène et Leone ne démentit pas s'être inspiré du film Le Mécano de la « General » (1927).

#### Scène du duel final
La préparation du duel à trois et du cimetière de Sad Hill requit un soin extrême et une grande implication de la part des scénographes italiens et espagnols, coordonnés par Carlo Leva. Leone voulait un cimetière qui puisse évoquer l'arène d'un amphithéâtre romain. Il n'en existait aucun. Le responsable espagnol des effets pyrotechniques, qui s'était occupé de la construction et de la destruction du pont, prêta 250 soldats qui construisirent en deux jours le type de cimetière voulu, avec 10 000 tombes. Pour Leone, l'idée de l'arène était cruciale, comme un clin d'œil morbide, puisque les spectateurs de ce duel étaient tous morts. Leone, lors d'une journée de pause, alla voir comment se déroulaient les travaux. Il fut impressionné par la précision du travail de Leva. Il lui rappela que dans la scène finale, on devait apercevoir les ossements dans le cercueil et que ceux-ci devaient être réalistes. Après s'être adressé sans succès aux services médicaux et aux autorités locales, Leva apprit d'un décorateur qu'à Madrid, une femme louait le squelette de sa mère, actrice de son vivant. Cette dernière avait choisi de l'offrir ainsi, afin de « pouvoir continuer sa carrière même après sa mort ». Leva se rendit donc à Madrid en auto, pour prendre livraison du squelette parfaitement conservé, exactement tel qu'il apparaît dans la scène du cimetière. Toujours lors du tournage au cimetière, afin d'obtenir de Wallach une expression de surprise aussi sincère que possible pendant qu'il court de tombes en tombes, Leone fit libérer un chien et le laissa courir sur le plateau.
À propos du tournage au cimetière, le scénographe et costumier Carlo Leva raconte : .
La séquence du duel à trois demeure célèbre dans l'histoire du cinéma, en rupture radicale avec la forme classique du duel, au point qu'un néologisme est nécessaire pour le nommer, triello (triel). Sergio Leone sut la mettre en valeur à travers des prises de vues d'un genre nouveau, avec pendant six minutes des plans fixes, d'abord panoramiques sur fond de centaines de tombes, puis de plus en plus serrés et rapides, scrutant le moindre signe des acteurs, un rictus, un mouvement des yeux ou du doigt, dans un montage qui fera école auprès de la génération suivante. Cependant, cette séquence n'aurait peut-être pas eu autant d'impact sans la trame musicale exaltée d'Ennio Morricone. La musique devait exprimer avec ses staccatos de claquoir l'éclat de rire des cadavres à l'intérieur de leurs tombes. Les trois premiers gros plans sur les acteurs demandèrent une journée complète de travail, pour que le spectateur ait l'impression de regarder un ballet. La musique donnait un certain lyrisme à toutes ces images, alors la scène de suspense prenait une valeur chorégraphique.

### Musique

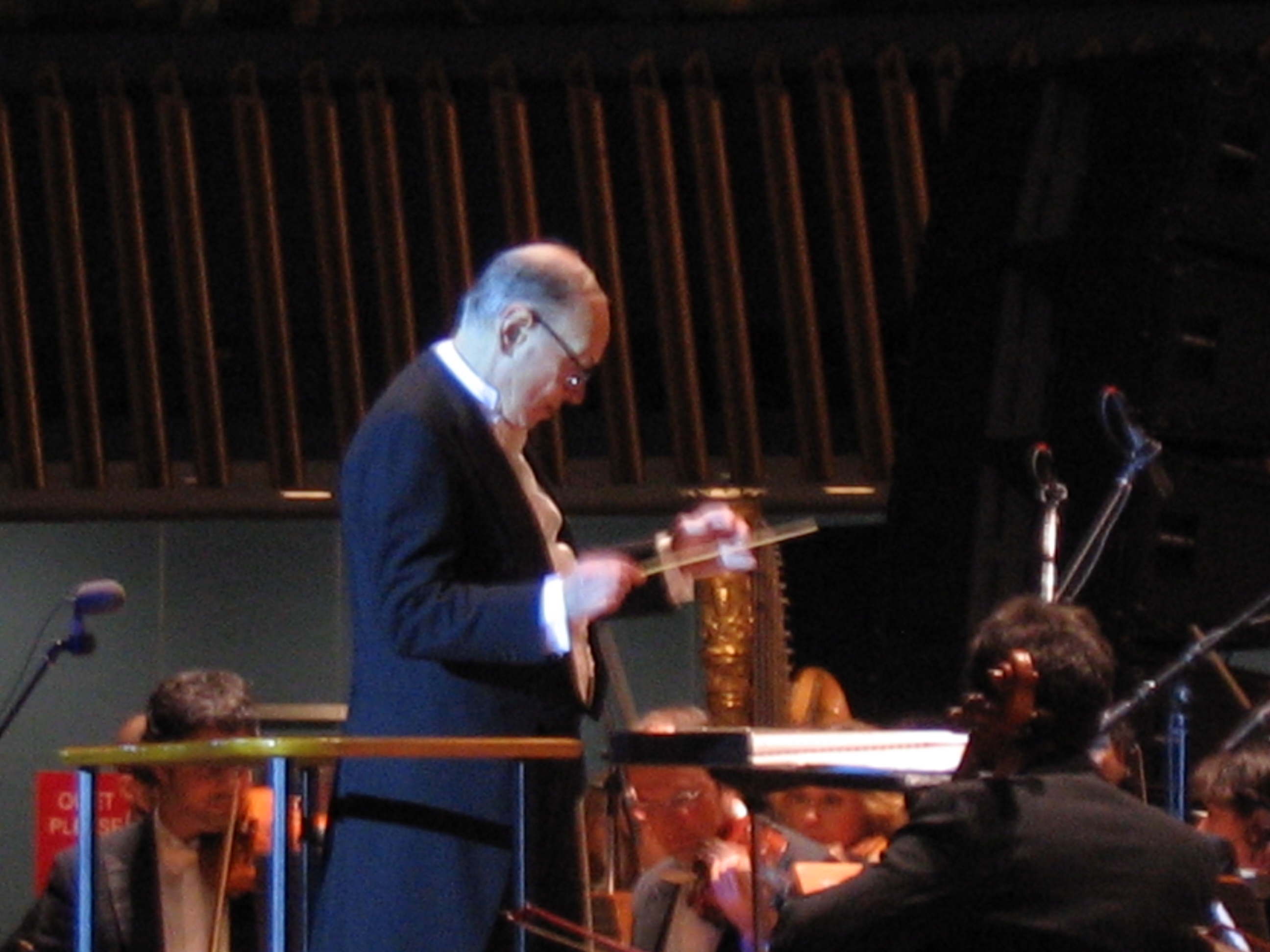
Le compositeur de la trame sonore du film, Ennio Morricone.

La trame sonore du film est composée par Ennio Morricone, collaborateur régulier de Leone. Durant leur enfance, les deux hommes sont camarades de classe,. La musique de Morricone est en grande partie écrite avant le début du tournage, ce qui représente une amélioration par rapport aux films précédents, où des limitations de budget ne permettaient pas une telle flexibilité. Ainsi, Sergio Leone peut faire jouer une partie de la musique sur le plateau de tournage. Cela crée l'atmosphère de la scène et influence clairement les interprètes. Cette méthode plait beaucoup à Clint Eastwood.
Les compositions uniques de Morricone, dans lesquelles il utilise des détonations, des sifflements (d'Alessandro Alessandroni) et du yodel contribuent à créer l'atmosphère qui caractérise le film. Le thème musical principal, semblable au hurlement d'un coyote, est une mélodie de deux notes devenue célèbre. Dans le début du film, ce thème est exécuté d’une façon originale : deux voix masculines vocalisent en duo, l'une criant « Ah ! » et l'autre « Eh ! ». Les « Aaah ! » et les « Eeeh ! » mêlés imitent l’animal et selon Morricone évoquent la férocité animale de l'Ouest sauvage. On utilise ensuite ce thème dans le film pour représenter les trois personnages principaux, en utilisant un son différent pour chacun : une flûte soprano pour Blondin, un ocarina de type arghilofono pour Sentenza et une voix humaine pour Tuco. Cette mélodie se répète tout au long du film comme un leitmotiv appuyant l'entrée en scène ou la sortie d'un personnage.
Sergio Leone ne souhaite pas que la musique se limite à la répétition des thèmes de chaque personnage, et en attend un rôle complexe, passant de l’humour au lyrisme, tragique et baroque. La musique doit être un accompagnement de l’histoire, marquant soudainement les changements de rythme, comme lorsque la diligence fantomatique sort de nulle part, au milieu du désert, ou accentuant l’aspect tragique de la séquence du camp de concentration, lorsqu’un orchestre de prisonniers couvre les cris des torturés.

#### Commercialisations
La bande originale est publiée en 1966 et obtient un grand succès, tant auprès du public que de la critique : l'album se classe en quatrième position du Pop album chart du Billboard Magazine au cours de l'année 1968. Une nouvelle édition est publiée par Capitol Records en 2004, contenant des airs supplémentaires, tirés du film.

#### Interprètes
- Bruno Battisti D'Amario – Guitare classique
- Pino Rucher et Alessandro Alessandroni- Guitare électrique
- Nicola Samale – Flûte soprano
- Franco De Gemini – Harmonica
- Italo Cammarota – Arghilofono (it)[34]
- Michele Lacerenza – Trompette
- Francesco Catania – Trompette
- Vincenzo Restuccia – Percussions
- E. Wolf Ferrari : Cor "Anglais"
- E. Traverso : Cor
- Alessandro Alessandroni – Sifflé et responsable des choristes I Cantori Moderni (voir ci-dessous excepté Alidé Maria Salvetta - n'appartenant pas au groupe I cantori Moderni - executrice seulement en concert plus tard dans les années 1980 (ex : Concert de Corbeil-Essonnes, 1987). (Note : Curro Savoy n'a fait que des "cover" sifflés)
- Edda Dell'Orso (voce solista), Gianna Spagnulo, Giulia de Mutiis, Fiorella Granaldi, Adele Fiorucci, Franca Bontempi, Matilde Tozzi, Clemente Zarilo – Voix féminines
- Alessandro Alessandroni (directeur des chœurs, Enzo GIoIeni (voce solista), Nino Dei, Franco Cosacchi (voce solista), Ettore "Raoul' Lorreccchio, Augusto Giradino, Gianfranco Lai, Lorenzo Spadoni, Renato Cindi - Voix masculines
- I Cantori Moderni di Alessandroni – Chœur

| 1.  | Il buono, il brutto, il cattivo (Le Bon, le Laid, le Mauvais) | 2:38 |
| 2.  | Il tramonto (Le Coucher du soleil)                            | 1:12 |
| 3.  | Il forte (Le Fort)                                            | 2:20 |
| 4.  | Il deserto (Le Désert)                                        | 5:11 |
| 5.  | La carrozza dei fantasmi (La Diligence des esprits)           | 2:06 |
| 6.  | Marcetta (Petite Marche)                                      | 2:49 |
| 7.  | La storia di un soldato (L'Histoire d'un soldat)              | 3:50 |
| 8.  | Marcetta senza speranza (Petite marche sans espoir)           | 1:40 |
| 9.  | Morte di un soldato (La Mort d'un soldat)                     | 3:05 |
| 10. | L'estasi dell'oro (L'Extase de l'or)                          | 3:22 |
| 11. | Il triello (Duel à trois)                                     | 5:00 |

| 1.  | Il buono, il brutto, il cattivo (Le Bon, le Laid, le Mauvais) | 2:42 |
| 2.  | Il tramonto (Le Coucher du soleil)                            | 1:15 |
| 3.  | Sentenza                                                      | 1:41 |
| 4.  | Fuga a cavallo (Fuite à cheval)                               | 1:07 |
| 5.  | Il ponte di corde (Le Pont de corde)                          | 1:51 |
| 6.  | Il forte (Le Fort)                                            | 2:22 |
| 7.  | Inseguimento (Poursuite)                                      | 2:25 |
| 8.  | Il deserto (Le Désert)                                        | 5:17 |
| 9.  | La carrozza dei fantasmi (La Diligence des esprits)           | 2:09 |
| 10. | La missione San Antonio (La Mission Saint-Antoine)            | 2:15 |
| 11. | Padre Ramirez (Père Ramirez)                                  | 2:37 |
| 12. | Marcetta (Petite Marche)                                      | 2:53 |
| 13. | La storia di un soldato (L'Histoire d'un soldat)              | 3:53 |
| 14. | Il treno militare (Le Train militaire)                        | 1:25 |
| 15. | Fine di una spia (La Fin d'un espion)                         | 1:16 |
| 16. | Il bandito monco (Le Bandit manchot)                          | 2:45 |
| 17. | Due contro cinque (Deux contre cinq)                          | 3:46 |
| 18. | Marcetta senza speranza (Petite marche sans espoir)           | 1:40 |
| 19. | Morte di un soldato (La Mort d'un soldat)                     | 3:08 |
| 20. | L'estasi dell'oro (L'Extase de l'or)                          | 3:23 |
| 21. | Il triello (Duel à trois)                                     | 5:02 |

### Doublage
L'équipe technique et artistique était vraiment multilingue : Leone pouvait parler l'italien et le français, mais très peu l'anglais. La moitié de l'équipe et des figurants parlait l'espagnol. Wallach ne comprenait pas l'italien, alors il utilisait le français pour communiquer avec les Italiens. Durant les prises de vues, les acteurs secondaires parlaient dans leurs langues respectives, pour ensuite être doublés en studio.
Les trois protagonistes jouèrent leurs rôles en anglais et furent doublés en italien pour la première du film à Rome. Pour la version américaine, leurs voix originales furent conservées et celles des autres interprètes furent doublées en anglais. Aucun dialogue n'est parfaitement synchronisé, car Leone ne tournait que rarement (sinon jamais) les scènes en son direct. Diverses hypothèses furent avancées pour expliquer ce choix : Leone préférait souvent entendre la musique de Morricone durant le tournage, afin d'inspirer les acteurs. Pour Leone, le côté visuel d'une scène était plus important que les dialogues (sa connaissance de l'anglais étant très limitée). À tout cela s'ajoutaient les limitations techniques et le manque de temps, ce qui fait qu'il était difficile d'enregistrer parfaitement les dialogues dans les scènes tournées par Leone.
Cependant, tous les acteurs furent redoublés à New York, en octobre-novembre 1967. Aucune raison officielle n'est indiquée, mais certains affirment que ce travail fut accompli pour régler les problèmes de synchronisation et pour donner l'impression que le film était tourné directement en anglais. La supervision du doublage fut confiée à Mickey Knox, un acteur américain, ami de Wallach. Knox raconte : « Sergio avait une très mauvaise traduction de l'italien et dans la plupart des cas, les acteurs américains changeaient les répliques durant le doublage… Je savais ce qu'ils auraient dû dire, parce que j'avais une copie du texte italien… Mais je devais trouver les répliques exactes, pas seulement pour la continuité de l'histoire, mais aussi pour avoir une correspondance avec le mouvement des lèvres. Ce n'était pas une chose facile à faire. De fait, il me fallut six semaines pour écrire ce qu'on appelle le « texte avec les lèvres ». Normalement pour un film, c'est une tâche que j'aurais achevée en seulement sept ou dix jours. Mais ceci n'était pas un film normal. »
Sergio Donati, lors d'une visite de contrôle, constata avec horreur que Knox avait considérablement modifié les dialogues, dans un effort de synchronisation avec les lèvres. Donati raconte : « Clint Eastwood simplifiait parfois les choses, lui qui, après ce troisième film avec Leone, avait avec lui une relation réciproquement cordiale du style : « Sans moi, tu ne serais rien, espèce d'idiot. » Clint, avec sa tête de western, frappait son script de doublage sur le pupitre et disait de sa voix froide et susurrante : « Je répète exactement ce que j'ai dit sur le plateau. » Knox savait très bien qu'il rompait avec la tradition de Leone en bouleversant complètement les dialogues durant le montage. »
D'autre part, une erreur de traduction dans la première bande-annonce américaine est à l'origine d'une confusion : l'ordre italien « buono-brutto-cattivo » - soit « Eastwood-Wallach-Van Cleef » (ce qui correspond également à l'importance des rôles) - devint en anglais « good-bad-ugly » au lieu de sa traduction exacte « good-ugly-bad ». Van Cleef se retrouva ainsi en deuxième position avec The Bad et Wallach en troisième avec The Ugly. La traduction française est calquée sur l'anglaise, en ce qui a trait à l'ordre des personnages. Il faut signaler que le mot brutto en Italien n'a pas la même signification que le mot brute en Français. C'est un faux ami. Brutto signifierait plutôt mal dégrossi, balourd, rustaud, alors que brute en Français renverrait plutôt à la force brutale et à la violence.

## Sortie et accueil

### Sortie en salles
Le film fut projeté en public pour la première fois le 23 décembre 1966 en Italie. Cette version était d'une durée de 161 minutes. Il existe aussi une version director's cut, dont la longueur varie entre 179 et 186 minutes (selon le pays). Ces versions développent davantage l'histoire et les personnages.
| Pays        | Titre du film                                                                   | Date             |
| ----------- | ------------------------------------------------------------------------------- | ---------------- |
| Italie      | Il buono, il brutto, il cattivo (161 min ou 182 min sans coupures)              | 23 décembre 1966 |
| Allemagne   | Zwei glorreiche Halunken (171 min)                                              | 15 décembre 1967 |
| États-Unis  | The Good, the Bad and the Ugly (161 min ou 179 min sans coupures)               | 20 décembre 1967 |
| Japon       | 続・夕陽のガンマン (ぞく・ ゆうひ のガンマン) (Zoku・Yūhi no Gan Man) (161 min) | 30 décembre 1967 |
| Finlande    | Hyvät, pahat ja rumat (161 min ou 142 min version coupée)                       | 2 février 1968   |
| France      | Le Bon, la Brute et le Truand (161 min ou 186 min sans coupures)                | 8 mars 1968      |
| Suède       | Den gode, den onde, den fule (171 min)                                          | 10 avril 1968    |
| Hong Kong   | Non disponible                                                                  | 13 juin 1968     |
| Royaume-Uni | The Magnificent Rogues (161 min ou 179 min sans coupures)                       | 22 août 1968     |
| Pakistan    | Non disponible                                                                  | 22 juillet 1974  |
| Philippines | Non disponible                                                                  | 7 août 1977      |
| Norvège     | Den gode, den onde og den grusomme (161 min)                                    | 8 octobre 1982   |

### Accueil du film
Le film connut rapidement un grand succès à travers le monde, grâce avant tout à la notoriété du réalisateur Sergio Leone. Il généra en 41 années (de 1966 à 2007) plus de 25 millions de dollars aux États-Unis, un chiffre qui, converti en équivalence d'aujourd'hui, ne sera probablement jamais égalé par un autre réalisateur européen. Les dirigeants de l'United Artists furent abasourdis de voir les salles de cinéma partout dans le monde se remplir comme jamais auparavant elles ne s'étaient remplies pour un western. En Italie, le film a enregistré 11 364 221 entrées, soit 3 210 701 000 lires de recettes, le plaçant 2e du box-office Italie 1966-1967 après Le Docteur Jivago. En France, il a réalisé au total 6 334 684 entrées à l'occasion de sa sortie initiale et ses multiples reprises en salles.
Depuis ses débuts, ce film est demeuré un favori du public. Il est souvent mentionné dans les listes et les palmarès des meilleurs films. Les utilisateurs de Box Office Mojo lui ont attribué par vote la note « A ». Il a également obtenu 97 % de critiques favorables, avec une note moyenne de 8,7⁄10 et sur la base de 64 critiques collectées du site de critique cinématographique Rotten Tomatoes. Sur le site Metacritic, il obtient un score de 90⁄100, sur la base de 7 critiques collectées. Il se retrouve aussi dans les listes des meilleurs films de tous les temps des magazines Mr. Showbiz, Empire (à la 25e place) et Time Out.
Après la sortie du film, les critiques furent diverses, sous l’influence de la dépréciation du western spaghetti outre-Atlantique. Le critique américain Roger Ebert, qui inclut le film dans sa liste personnelle des meilleurs films, déclara que dans son premier jugement, il donnait 3 étoiles à un film 4 étoiles, peut-être parce que c’était un western spaghetti, ce qui ne pouvait être considéré comme de l’art. Ebert souligna la caractéristique remarquable de Leone qui créait une proximité du public avec les personnages en lui donnant l’exacte vision personnelle de chacun. Pour Sean Axmaker, du Seattle Post-Intelligencer, il s'agit du « western spaghetti ultime », une odyssée cynique à la réalisation audacieuse et transcendée par la musique d'Ennio Morricone. Dans une critique négative, la rédaction de Time Magazine estime que Leone a fait un bon travail au niveau de la photographie mais que le jeu des acteurs est inexpressif et la violence excessive.
En Italie, Gian Luigi Rondi, journaliste du Tempo, tout en appréciant le film dans son ensemble et notamment la véracité des affrontements, en critique la lenteur, le manque de tension, l’histoire parfois trop lente, trop statique avec des pauses excessives, défauts marquants pour un western, même à vocation parodique. Tullio Kezich du Corriere della Sera critiqua aussi la lenteur et la monotonie du film, tout en signalant l’étrange habileté d’un réalisateur capable de mobiliser le grand public par la description minutieuse de situations sadomasochistes, par l'exacerbation du suspense qui précède les innombrables fusillades, par la multiplication des détonations et des explosions pyrotechniques. Pour Petro Bianchi, du quotidien Il Giorno, « Ironie, invention, sens du spectacle rendent mémorable ce film, en situant son auteur parmi les nouveaux cinéastes les plus intéressants. »
En France, Jean-François Rauger, du Monde, évoque un « modèle d'intelligence, de virtuosité, d'humour et de violence baroque, [qui] vient clore magistralement la fameuse Trilogie du dollar ». Et pour Olivier Père, des Inrockuptibles, c'est « un western génialement stylisé […] entre commedia dell'arte et tragédie ».
Clint Eastwood et son personnage ne furent également pas épargnés par la critique. Pratiquement inconnu avant la Trilogie du dollar, il pâtit du discrédit attaché au western spaghetti. On considère son jeu volontairement minimaliste comme limité, on se demande même s'il joue ou se contente d'être là. « Un mec qui ne fait rien, ne dit rien… n'a même pas un nom ! Et ce cigare-là, encore à brûler ! » Pour se dégager de ces clichés, Clint Eastwood refuse de tourner dans la séquence introductive d'Il était une fois dans l'Ouest.

## Une suite avortée
Sergio Leone n'avait pas l'intention de tourner d'autres westerns. Avec le film suivant (Il était une fois dans l'Ouest), il espérait clore le genre. Le scénariste de Leone, Luciano Vincenzoni, a cependant déclaré plusieurs fois avoir écrit le scénario d'une suite, Le Bon, la Brute et le Truand, deuxième partie, se déroulant environ 20 ans après le film original. Ce scénario n'était qu'une ébauche, mais Vincenzoni avait quand même contacté les principaux interprètes. Eli Wallach fit quelques allusions à propos de l'histoire de cette suite présumée : « Tuco est toujours à la recherche de ce salopard. Il découvre que Blondin a été assassiné. Mais son neveu est toujours vivant et sait où est caché le trésor. Tuco décide donc de le suivre. »
Clint Eastwood aurait été responsable de la production, et aurait aussi été le narrateur du film, permettant ainsi de découvrir ce qui est arrivé à son vieux personnage. Le poste de réalisateur fut offert à Joe Dante et Sergio Leone devait être coproducteur du film avec Mathieu Dartige. Malgré toutes ces préparations, le projet fut annulé lorsque Leone décida de ne plus tourner de western et ne donna pas la permission d'utiliser le titre et les personnages.

## Chronologie
Le film peut être considéré, d'une certaine façon, comme une préquelle alternative de Pour une poignée de dollars et Et pour quelques dollars de plus. En effet ici, l'« Homme sans nom » est un vagabond qui erre à travers la Guerre de Sécession. Il est à l'origine vêtu d'une longue veste claire et d'un chapeau assez fantaisiste. Plus tard, il acquiert son fameux poncho dans un champ de bataille puis clôt l'histoire en partant à cheval depuis le cimetière avec la moitié du magot de Bill Carson (100 000 $), laissant l'autre moitié à Tuco.
À l'inverse, Pour une poignée de dollars débute avec l'« Homme sans nom » arrivant dans un petit village sans un sou en poche (on peut alors suggérer qu'il a dépensé les 100 000 $ entre-temps), se prétendant être un mercenaire à la recherche d'un travail. À la fin du film, il élimine les membres du clan des Rojos. Par la suite, il déciderait alors de mener une vie de chasseur de primes pour subsister dans Et pour quelques dollars de plus.

## Version longue
Le film dure à l'origine environ 3 heures dans sa version italienne mais est coupé de plus de 15 minutes lors de sa sortie à l'international. Lors de la réédition DVD en 2003, les scènes coupées sont doublées et réintégrées :
- après s'être approvisionné chez un armurier, Tuco s'installe dans une grange abandonnée et se plaint d'être tout seul dans la vie. Puis il est rejoint par ses camarades et promet à ceux-ci un beau pactole. Il est à noter que cette scène n'avait été présentée qu'à l'avant-première du film en Italie puis fut ensuite supprimée de toutes les versions du film ;
- Sentenza arrive dans un camp sudiste où il est accueilli chaleureusement par l'officier-commandant. Il demande à celui-ci des renseignements sur Bill Carson en échange d'une bouteille de whisky ;
- durant la traversée du désert, Tuco s'arrête pour se mouiller les pieds et casser la croûte tandis que Blondin continue de cuire au soleil ;
- aux commandes de la diligence de Bill Carson, Tuco arrive à un avant-poste sudiste et demande à un officier s'il y a un hospice dans les environs ;
- durant le trajet en direction du cimetière, Tuco jette un œil à la carte pour trouver le meilleur itinéraire. De son côté, Blondin observe des soldats morts au champ d'honneur ;
- Blondin et Sentenza se reposent au bord d'une rivière. « Le Bon » abat un homme qui a tenté de le tuer puis découvre que « La Brute » est accompagnée de cinq complices ;
- la conversation avec le capitaine alcoolique est rallongée d'un passage ;
- plus tard, un passage où le même capitaine est à l'agonie est légèrement plus long.

La scène de torture de Tuco est également plus longue à l'origine mais un problème de détérioration du négatif oblige à la remonter. La version intégrale de cette scène est disponible en bonus sur les dernières éditions vidéos.
Pour ces scènes réintégrées, Clint Eastwood et Eli Wallach se sont eux-mêmes doublés dans la version américaine en dépit du vieillissement de leurs timbres vocaux. Lee Van Cleef, mort en 1989, est quant à lui doublé par le comédien Simon Prescott (en). Dans la VF, les personnages disposent tous de nouvelles voix (Deschamps, Atlas et Bertrand étant tous décédés).

## Socorro, la séquence inédite
Une célèbre séquence manquante du film ne figure dans aucune version. Il subsiste cependant des photos de tournage ainsi que la bande-annonce française qui en contient deux très courts extraits. La version DVD de 2003 en propose une reconstitution à partir de ces éléments.
Cette scène devait suivre celle (initialement coupée) dans laquelle Sentenza arrive dans un camp sudiste et demande des renseignements sur Bill Carson (voir ci-dessus).
- Contexte : la scène se passe à Socorro, un village texan situé sur la ligne de front. Tuco est à la recherche de Blondin dont il veut se venger.

Sur une estrade, un enrôleur fait un discours patriotique en faveur du Sud et recrute des volontaires. 

Blondin est dans une chambre d’hôtel, au lit et dans les bras d’une jeune Mexicaine (interprétée par Silvana Bacci). De la chambre, il peut suivre ce qui se passe au dehors.
Une fois le recruteur parti, Tuco sort d'une cachette. Il monte sur l’estrade et réclame de l'argent à la foule, la menaçant de son arme. Il enlève son sombrero et le dépose sur l'estrade pour recueillir l'argent. Après quelques brutalités, les habitants de Socorro se mettent en rang pour payer.
Laissant son chapeau sur l’estrade et pendant que les villageois le remplissent, Tuco entre dans une taverne et demande si un homme grand et blond (Blondin) est passé en ville. Pendant que Tuco intimide le barman (interprété par Ricardo Palacios), l’amie de Blondin court discrètement jusqu’au chapeau.
Tuco retourne ensuite récupérer son sombrero qu'il pense rempli d'argent mais le retrouve vide... à l’exception d'un des cigares fumants de Blondin.
Furieux, il retourne dans la taverne et empoigne le barman, lui reprochant de lui avoir menti.
La caméra s’éloigne du bar mais l’on peut entendre le barman hurler. Peut-être Tuco l’a t-il brûlé avec le cigare de Blondin...
Tuco monte sur son cheval et tente de retrouver Blondin.
La scène suivante montre Tuco chevauchant dans les collines à la recherche de Blondin.

## Influence culturelle

### Cinéma
Quentin Tarantino estime que c'est « le film le mieux réalisé de tous les temps ».
Dans le film Z de Costa-Gavras, on peut voir des hommes de main renverser une grande affiche du film (vers 16 min 55 s).
La trame, les personnages et certaines scènes du film coréen Le Bon, la Brute et le Cinglé (2008) est fortement inspirée du film et son titre est d'ailleurs un clin d'œil direct.
En 2008, le personnage de Blondin, l'homme sans nom, figure à la 33e place du classement des 100 meilleurs personnages de films du magazine Empire.
Dans l'une des scènes au début de John Wick Parabellum (2019), John Wick pénètre dans une armurerie et assemble une arme à partir de plusieurs revolvers démontés comme le fait Tuco dans le film.

### Musique
Le groupe de rock anglais Dire Straits s'est servi du thème principal du film pour l'introduction de tous ses concerts durant sa tournée de 1981.
Les Irlandais de The Pogues ont repris le thème principal du film pour la bande originale du film Straight to Hell (1987) d'Alex Cox, dans lequel le groupe joue par ailleurs.
Le groupe Metallica se sert de la musique de la scène du cimetière (The Ecstasy of Gold) en introduction à tous ses concerts. Par ailleurs, cette musique est diffusée avant le début de certains tournois des World Series of Poker annuellement à Las Vegas.
Le groupe Gorillaz a nommé une de ses chansons Clint Eastwood car ce morceau utilise un sample de la bande originale de Le Bon, la Brute et le Truand.
Le groupe de rap français IAM s'inspire du film et des protagonistes pour le titre Un bon son brut pour les truands sur son album L'École du micro d'argent. De plus, Akhenaton (l'un des MC de IAM) est régulièrement surnommé Sentenza. D'ailleurs, le morceau d'Akhenaton Pousse au milieu des cactus, ma rancœur comporte une boucle avec une femme chantant Sentenza ainsi que quelques extraits de Le Bon, la Brute et le Truand et de Et pour quelques dollars de plus, principalement avec la voix de Lee Van Cleef. Enfin, Kheops (le DJ de IAM) a produit deux albums nommés Sad Hill (en référence au nom du cimetière) et Sad Hill Impact. Sad Hill est aussi le nom du label qu'il possède.
La pochette du premier album d'Oasis, Definitely Maybe, montre un téléviseur qui diffuse une séquence du film : Tuco essaye de faire parler un Bill Carson agonisant.
Avec un humour très britannique, le thème musical a été revisité en 2005 par le célèbre groupe de huit joueurs de ukulele, The Ukulele Orchestra of Great Britain.
Le groupe de rock américain Karma to Burn a nommé son sixième album Arch Stanton, du nom de l'homme enterré à côté de la tombe où se trouve l'or convoité par les trois protagonistes. L'album utilise également des extraits sonores du film.

### Littérature et presse
Stephen King nomme le film parmi ses principales sources d'inspirations de son cycle La Tour sombre, dont le personnage principal, Roland de Gilead, a été créé avec le personnage de Clint Eastwood dans le film comme modèle.
Dans son édition du 22 mars 2016, le quotidien La Provence titre « OM : la blonde, Labrune et le néant ». Il se réfère d'une part à la propriétaire du club de football, Margarita Louis-Dreyfus, connue pour sa blondeur, ensuite au président du club Vincent Labrune, et enfin à l'absence de fonds de jeu de l'équipe à cette époque.